# Салотти, Карло
Карло Салотти (итал. Carlo Salotti; 25 июля 1870, Гротте-ди-Кастро, королевство Италия — 24 октября 1947, Рим, Италия) — итальянский куриальный кардинал и ватиканский сановник. Титулярный архиепископ Филипполи ди Трачча с 30 июня 1930 по 13 марта 1933. Секретарь Священной Конгрегации Пропаганды Веры и ректор Папского Урбанианского Атенеума De Propaganda Fide с 3 июля 1930 по 16 декабря 1935. Префект Священной Конгрегации Обрядов с 14 сентября 1938 по 24 октября 1947. Кардинал in pectore с 13 марта 1933 по 16 декабря 1935. Кардинал-священник с 16 декабря 1935, с титулом церкви Сан-Бартоломео-аль-Изола с 19 декабря 1935 по 11 декабря 1939. Кардинал-епископ Палестрины с 11 декабря 1939.